# Якобсен, Якоб (лингвист)
Якоб (Якуп) Якобсен (фар. Jakob Jakobsen; 22 февраля 1864 — 15 августа 1918) — фарерский лингвист и фольклорист. Первый выходец из Фарерских островов, получивший докторскую степень.

## Биография
Сын владельца книжного магазина в Торсхавне Ханса Николая Якобсена. Когда Я. Якобсену исполнилось тринадцать лет, он был отправлен в Данию, где окончил престижную школу-интернат. Изучал датский, французский и латинский языки.
Занялся лингвистикой.

## Научная деятельность
Одним из первых начал изучать норн — скандинавский язык, распространённый на Оркнейских и Шетлендских островах и вымерший в XVIII (по другим сведениям, в XIX) веке.
Собрал большую коллекцию текстов и материалов на норне, в том числе, устных стихов, песен, загадок и поговорок, из которых около 10 000 скандинавских слов, оставшихся в диалекте жителей Шетландских островов, которыми пользуются поныне. Изучал фарерские топонимы, создал много неологизмов. Он первым открыл топонимы кельтского происхождения на Фарерских островах. Ему принадлежит раздел грамматики и часть текста в книге Færøsk Anthologi, опубликованной в 1891 году В. У. Хаммерсхаимбом.
Работы Якобсена в области фарерской устной поэзии и фольклорных записей сыграли важную роль в появлении современной фарерской литературы. Это, в первую очередь, относится к его коллекции фарерских легенд и народных сказок под названием Færøske Folkesagn og Æventyr. Якобсен считал народные сказки вымыслом, но, в то же время утверждал, что легенды отражают реальную историю островов.
Все полученные материалы собрал в словаре норвежского языка Шетландских островов Etymologisk Ordbog over det norrøne Sprog på Shetland, опубликованном после его смерти в 1918 году.